# Camponotus deletangi
Camponotus deletangi är en myrart som beskrevs av Santschi 1920. Camponotus deletangi ingår i släktet hästmyror, och familjen myror. Inga underarter finns listade.